# Jean-François Raffaëlli
Jean-François Raffaëlli (n. 20 aprilie 1850, Paris, Franța – d. 11 februarie 1924, Paris, Franța) a fost un pictor, sculptor și gravor realist francez care a expus alături de impresioniști. A fost activ și ca actor și scriitor.

## Biografie
Născut la Paris, era de origine toscană prin bunicii săi paterni. A manifestat interes pentru muzică și teatru înainte de a deveni pictor în 1870. Una dintre picturile sale de peisaj a fost acceptată pentru expoziție la Salonul din același an. În octombrie 1871 a început să studieze timp de trei luni sub conducerea lui Jean-Léon Gérôme la École des Beaux-Arts din Paris; nu a avut nici o altă pregătire formală.

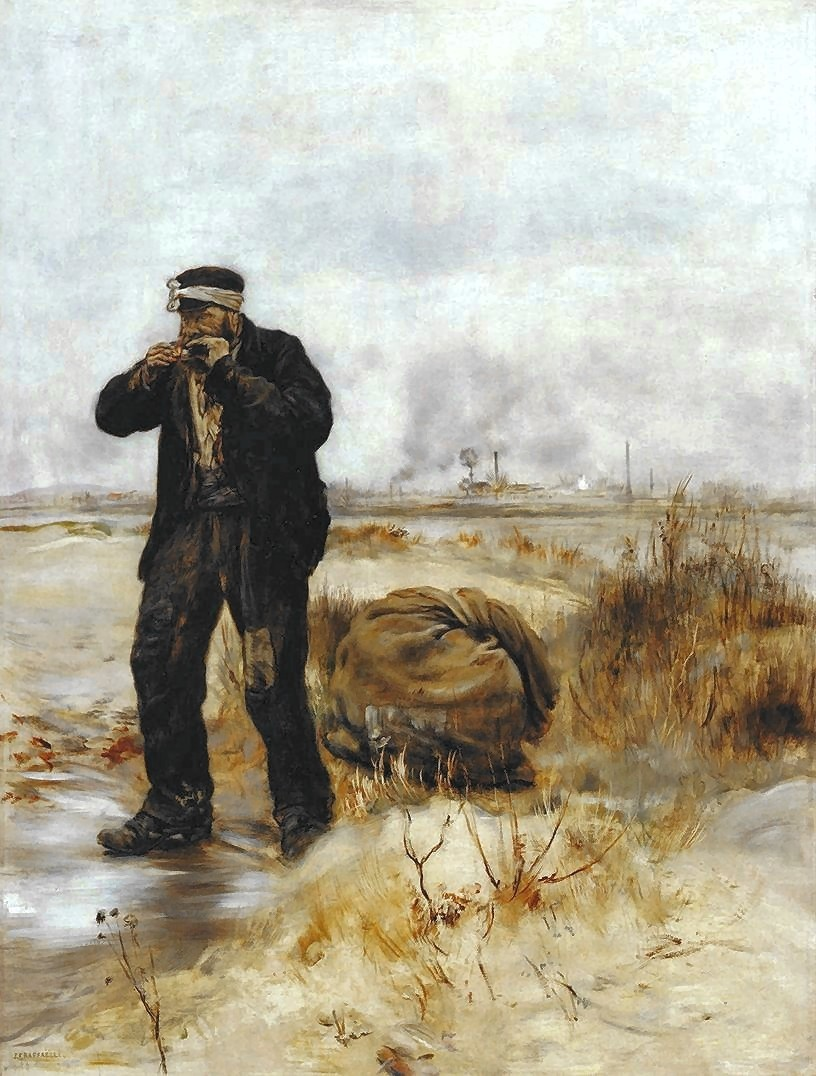
Pictură de Jean-Francois Raffaëlli intitulată Un cârpaci care își aprinde pipa

Raffaëlli a realizat în primul rând tablouri obișnuite până în 1876, când a început să înfățișeze oamenii din vremea sa – în special țărani, muncitori și cârpaci din suburbiile Parisului – într-un stil realist. Noua sa oepră a fost susținută de critici influenți ca J.-K. Huysmans, precum și Edgar Degas.

Cârpaciul a devenit pentru Raffaëlli un simbol al alienării individului în societatea modernă. Istoricul de artă Barbara S. Fields a scris despre interesul lui Raffaëlli pentru filosofia pozitivistă a lui Hippolyte-Adolphe Taine, care:
l-a determinat să articuleze o teorie a realismului pe care a botezat-o caractérisme . El a sperat să se diferențieze de acei artiști așa-numiți realiști, a căror artă a oferit privitorului doar o reprezentare literală a naturii. Observarea sa atentă a omului în mediul său a fost paralelă cu abordarea antiestetică și antiromantică a naturaliștilor literari, precum Zola și Huysmans.
Degas l-a invitat pe Raffaëlli să participe la expozițiile impresioniste din 1880 și 1881, o acțiune care a divizat amarnic grupul; nu numai că Raffaëlli nu era un impresionist, dar amenința să domine expoziția din 1880 cu cele 37 de lucrări pe care le expunea. Monet, resemnat de insistența lui Degas de a extinde expozițiile impresioniste prin includerea mai multor realiști, a ales să nu expună, plângându-se: „Mica capelă a devenit o școală obișnuită care își deschide porțile primului sugrav care vine”. Un exemplu de lucrare a lui Raffaëlli din această perioadă este Les buveurs d'absinthe (1881, aflat în Muzeul de Artă al Legiunii de Onoare al Palatului California din San Francisco). Intitulată inițial Les déclassés, pictura a fost lăudată pe scară largă la expoziția din 1881.
După ce a câștigat Legiunea de onoare în 1889, Raffaëlli și-a mutat atenția de la suburbiile Parisului la orașul însuși, iar scenele de stradă care au rezultat au fost bine primite de public și de critici. A realizat o serie de sculpturi, dar acestea sunt cunoscute astăzi doar prin intermeciul fotografiilor. Lucrările sale au făcut, de asemenea, parte din proba de pictură din cadrul concursului de artă de la Jocurile Olimpice de vară din 1912. În ultimii ani ai vieții sale, s-a concentrat asupra gravurii color. Raffaëlli a murit la Paris la 11 februarie 1924.